# Наумов, Николай Иванович
Никола́й Ива́нович Нау́мов (16 [28] мая 1838, Тобольск — 9 [22] декабря 1901, Томск) — русский писатель, беллетрист-народник.

## Биография
Родился 16 (28) мая 1838 года в Тобольске в семье мелкого чиновника, коренного сибиряка, служившего позднее в Омске и Томске. В семь лет лишился матери, которая научила его читать и писать. В 1850 году поступил в Томскую мужскую гимназию, где учился вместе с Н. М. Ядринцевым, но из-за материальных трудностей окончить курс не сумел и ушёл из четвертого класса.
В 1856—1860 годах служит юнкером в сибирских линейных батальонах в Омске и Томске. В 1859 году начал печататься в местных изданиях, перовой его публикацией стал рассказ «Случай из солдатской жизни», который он опубликовал под псевдонимом в «Военном сборнике». Узнав о даровитом юнкере, Наумову написал Г. Н. Потанин, который убедил его оставить службу и поступить в университет.
Приехав в столицу, записался вольнослушателем в Петербургском университете, готовясь сдавать гимназический экзамен. Был участником сибирского земляческого кружка (Н. М. Ядринцев, Г. Н. Потанин, Ф. Н. Усов, И. А. Худяков, И. А. Куклин); познакомился с А. П. Милюковым — редактором журнала «Светоч» и окончательно решил стать литератором. В журнале «Солдатская беседа» (издавался А. Ф. Погосским) напечатал серию рассказов из военного быта, чуть позже стал там секретарём редакции. Публиковался также в «Очерках», «Искре», «Современнике», что положило начало его литературной славе.
В 1861 году вместе с Потаниным участвовал в студенческих волнениях, связанных с университетскими реформами в Российской империи,был арестован на несколько месяцев и в результате не смог продолжить университетские занятия. Вернулся в Сибирь, где занимал незначительные должности в ведомстве Военного министерства. Аресты областников, вызванные «делом о сибирском сепаратизме», обошли Наумова стороной, однако он попал под подозрение после покушения Каракозова на Александра II из-за возможной причастности к организации побега Чернышевского из Сибири организацией Н. А. Ишутина — И. А. Худякова.
В 1869 году вернулся в Петербург с обширным материалом из жизни сибирской деревни и возобновил писательскую деятельность; 1870-е годы стали расцветом его литературной деятельности. В 1871—1884 годах жил исключительно литературным трудом, публикуясь в таких периодических изданиях как «Дело», «Отечественные записки», «Устои», «Слово» и «Русское богатство». Среди наиболее известных произведений — сборник рассказов «Сила солому ломит» (1874), сборники очерков «Паутина» (1880), «Горная идиллия» и «Сарбыска». Зимой 1873—1874 гг. «чайковцы» в ходе подготовки к «хождению в народ» легально издали первый сборник рассказов Наумова «Сила солому ломит» с подзаголовком «Из быта сибирских крестьян», который использовали в пропагандистских целях; в конечном счёте сборник был изъят из продажи. В 1881 году был издан второй сборник рассказов «В тихом омуте», в 1882 году — ещё один сборник.
Творчество Н. И. Наумова в основном касалось тематики сибирского крестьянства после реформы 1861 года, которое вело борьбу с кулаками и спекулянтами. Критики считают, что писатель разделял либерально-народнические взгляды на крестьянскую общину: Наумов считал, что противостоять кулаку и произволу местной администрации только сплотив крестьянский мир. Был также приверженцем сибирского областничества: главными проблемами региона он считал коррумпированность чиновников и невежество крестьян. Также Наумов выступал против форсированной русификации коренных народов Сибири (в частности, алтайцев), в 1894 году он написал биографический очерк, посвященный Ч. Ч. Валиханову.
С 1874 года он был женат на купеческой дочери Татьяне Христофоровне Поповой; в 1884 году с женой, и тремя детьми переехал в Мариинск, где в чине надворного советника занял должность чиновника по крестьянским делам в Сибири; в 1887 году был переведён в Томск. В 1892 году получил должность члена губернского совета от Ведомства Кабинета ЕИВ по делам Алтайского округа. Одновременно с этим он продолжал заниматься литературной деятельностью, в 1897 году в Санкт-Петербурге вышло собрание его сочинений в двух томах. С молодых лет отличаясь сильной ранимостью и страдая теперь прогрессирующей болезнью, Наумов в конце жизни остро переживает разочарование в народнических идеалах.
Умер в Томске, в д. 19 на улице Никитина 9 (22) декабря 1901 года. Похоронен на кладбище Иоанно-Предтеченского монастыря.

## Адреса
- Томск, улица Крылова (Монастырская), д. 26
- Томск, улица Никитина (Никитская), д. 19
- д. Лоскутово (1890—1898)[3]